# Chenopodium fursajevii
Chenopodium fursajevii är en amarantväxtart som beskrevs av Paul Aellen och Modest Mikhaĭlovich Iljin. Chenopodium fursajevii ingår i släktet ogräsmållor, och familjen amarantväxter. Inga underarter finns listade i Catalogue of Life.